# روش‌های طراحی
روش‌های طراحی (به انگلیسی: Design Methods) رویه‌ها، تکنیک‌ها، کمک‌ها یا ابزارهایی برای طراحی هستند. آن‌ها انواع مختلفی از فعالیت‌ها را ارائه می‌دهند که یک طراح ممکن است در یک فرآیند کلی طراحی از آن‌ها استفاده کند. رویه‌های متعارف طراحی، مانند ترسیم را می‌توان به عنوان روش‌های طراحی در نظر گرفت، اما از دهۀ ۱۹۵۰ میلادی رویه‌های جدیدی توسعه یافتند که معمولاً تحت عنوان «روش‌های طراحی» در کنار هم قرار می‌گیرند. وجه مشترک روش‌های طراحی این است که آن‌ها «تلاش‌هایی هستند برای عمومی کردن تفکرات خصوصی طراحان؛ برای بیرونی‌کردن فرآیند طراحی».
روش‌شناسی طراحی مطالعۀ گسترده‌تر روش در طراحی است: مطالعۀ اصول، شیوه‌ها و رویه‌های طراحی.

## زمینه
روش‌های طراحی از رویکردهای جدیدی که برای حل مسئله در اواسط قرن بیستم میلادی توسعه یافتند، نشأت گرفته است، و همچنین در پاسخ به صنعتی‌سازی و تولید-انبوه که ماهیت طراحی را تغییر داد، بود. «کنفرانس روش‌های سیستماتیک و شهودی در مهندسی، طراحی صنعتی، معماری و ارتباطات»، که در سال ۱۹۶۲ میلادی در لندن برگزار شد، به عنوان یک رویداد کلیدی در نظر گرفته می‌شود که نشان‌دهندۀ آغاز چیزی است که در مطالعات طراحی به عنوان «جنبش روش‌های طراحی» شناخته می‌شود، و منجر به تأسیس انجمن تحقیقات طراحی و تأثیرگذاری بر آموزش و ممارست طراحی شد. چهره‌های برجستۀ این جنبش در بریتانیا جی. کریستوفر جونز در دانشگاه منچستر و ال. بروس آرچر در کالج سلطنتی هنر بودند.
این جنبش از طریق کنفرانس‌های بیشتر در مورد روش‌های طراحی جدید در بریتانیا و ایالات متحدۀ آمریکا در دهۀ ۱۹۶۰ میلادی توسعه یافت. اولین کتاب‌ها در مورد روش‌های طراحی منطقی و روش‌های خلاقانه نیز در این دوره پدیدار شدند.
رویکردهای جدید طراحی در همان زمان در آلمان در حال توسعه بود، به ویژه در مدرسۀ طراحی اولم (دانشگاه طراحی–هااِف‌گِ اولم) (۱۹۶۸–۱۹۵۳ میلادی) تحت رهبری توماس مالدونادو؛ آموزش طراحی در اولم طراحی را با علم (شامل علوم اجتماعی) ادغام کرد و زمینه‌های مطالعاتی جدیدی مانند سایبرنتیک، نظریۀ سیستم‌ها و نشانه‌شناسی را وارد آموزش طراحی کرد. بروس آرچر نیز در اولم تدریس می‌کرد و یکی دیگر از معلمان تأثیرگذار هورست ریتل بود. در سال ۱۹۶۳ میلادی ریتل به دانشکده معماری در دانشگاه کالیفرنیا، برکلی نقل مکان کرد، جایی که او به تأسیس گروه روش‌های طراحی کمک کرد، جامعه‌ای که بر توسعه و ترویج روش‌های جدید به‌ ویژه در معماری و برنامه‌ریزی متمرکز بود.
در پایان دهۀ ۱۹۶۰ میلادی دو اثر تأثیرگذار، اما کاملاً متفاوت منتشر شد: «علوم مصنوع» از: هربرت ای. سایمون، و «روش‌های طراحی» از: جی. کریستوفر جونز. سایمون «علوم طراحی» را به عنوان «مجموعه‌ای از آموزه‌های فکری سخت، تحلیلی، تا حدی رسمی، تا حدی تجربی، دکترین قابل آموزش دربارۀ فرآیند طراحی» مطرح کرد، در حالی که جونز انواع رویکردهای طراحی را، هم منطقی و هم خلاقانه، در چارچوب یک دیدگاه سیستمی، آینده ساز، و گسترده از طراحی فهرست‌بندی کرد.
دهۀ ۱۹۷۰ میلادی شاهد واکنش‌هایی علیه عقلانیت روش‌های طراحی بود، به ویژه از سوی دو تن از پیشگامان آن، کریستوفر الکساندر و جی. کریستوفر جونز. همچنین مسائل اساسی نیز توسط ریتل مطرح شد، که مشکلات طراحی و برنامه‌ریزی را به عنوان مشکلاتی شرورانه توصیف کرد، که با تکنیک‌های علم و مهندسی که با مشکلات «اهلی» سروکار دارند، سازگار نیستند. انتقادها برخی را در حرکت از رویکردهای منطقی برای طراحی حل مسئله به سمت فرآیندهای «استدلالی» و مشارکتی که در آن طراحان در مشارکت با ذینفعان مشکل (موکلین، مشتریان، کاربران، جامعه) کار می‌کردند، سوق داد. این امر منجر به طراحی مشارکتی، طراحی کاربر-محور و نقش تفکر طراحی به عنوان یک فرآیند خلاقانه در حل مسئله و نوآوری شد.
با این حال، علاقه به روش‌های طراحی سیستماتیک و منطقی در طول دهۀ ۱۹۸۰ میلادی به شدت در طراحی مهندسی ادامه یافت. برای مثال، از طریق مجموعه کنفرانس طراحی مهندسی انجمن طراحی و کار انجمن مهندسان آلمانی در آلمان، و همچنین در ژاپن، جایی که انجمن ژاپنی علوم طراحی در اوایل سال ۱۹۵۴ میلادی تأسیس شده بود. کتاب‌هایی دربارهٔ روش‌های طراحی مهندسی سیستماتیک در آلمان و بریتانیا منتشر شد. در ایالات متحدۀ آمریکا، بخش مهندسی طراحی انجمن مهندسان مکانیک آمریکا جریانی را دربارۀ نظریه و روش طراحی در کنفرانس‌های سالانۀ خود آغاز کرد. علاقه به رویکردهای منطقی و سیستماتیک به طراحی، منجر به علوم طراحی و علوم طراحی (روش‌شناسی) در مهندسی و علوم کامپیوتر شده‌ است.

## روش‌ها و فرآیندها
توسعۀ روش‌های طراحی با نسخه‌هایی برای فرآیند سیستماتیک طراحی همراه بوده‌ است. این مدل‌های فرآیند معمولاً شامل تعدادی فاز یا مراحل هستند که با بیان یا تشخیص یک مشکل یا نیاز به یک طراحی جدید شروع می‌شوند و در یک پیشنهاد راه‌حل نهایی به اوج می‌رسند. ال. بروس آرچر در «روش سیستماتیک برای طراحان» خود یک مدل ۲۲۹ مرحله‌ای بسیار دقیق از یک فرآیند طراحی سیستماتیک برای طراحی صنعتی، و همچنین یک مدل خلاصه شامل سه مرحله ارائه کرد: فاز تحلیلی (برنامه‌ریزی و جمع‌آوری داده‌ها، تجزیه و تحلیل)، فاز خلاق (ترکیب، توسعه) و فاز اجرایی (ارتباطات). شورای طراحی بریتانیا فرآیند طراحی خلاقانه را در چهار مرحله مدل می‌کند: کشف (بینش به مشکل)، تعریف (محدودۀ تمرکز)، توسعه (راه‌حل‌های بالقوه)، ارائه (راه‌حل‌های موثر). یک مدل سیستماتیک برای طراحی مهندسی توسط پاهل و بایتز دارای مراحل شفاف‌سازی کار، طراحی مفهومی، طراحی تجسم و طراحی جزئیات است. یک رویکرد کمتر تجویزی برای طراحی یک فرآیند طراحی اساسی برای خود توسط جی. کریستوفر جونز بیان شده‌ است.
در فرآیند طراحی مهندسی، مدل‌های سیستماتیک تمایل دارند خطی و در مراحل متوالی باشند، اما بر ضرورت تکرار اذعان دارند. در طراحی معماری، مدل‌های فرآیند معمولاً چرخه‌ای و مارپیچی هستند، و تکرار برای پیشرفت به سمت طراحی نهایی ضروری است. در طراحی صنعتی و محصول، مدل‌های فرآیندی تمایل دارند دنباله‌ای از مراحل تفکرِ واگرا و همگرا را شامل شوند. دفتر طراحی دابرلی نمونه‌هایی از بیش از ۸۰ مدل فرآیند طراحی را گردآوری کرده‌ است، اما فهرست جامعی نیست.
در این مدل‌های فرآیند، روش‌های طراحی متعددی وجود دارد که می‌توان از آن‌ها استفاده کرد. جان کریس جونز در کتاب «روش‌های طراحی» ۲۶ روش را بر اساس اهدافشان در یک فرآیند طراحی گروه‌بندی کرد: روش‌های کاوش در موقعیت‌های طراحی (به عنوان مثال: بیان اهداف، بررسی رفتار کاربر، مصاحبه با کاربران)، روش‌های جستجوی ایده‌ها (به عنوان مثال: طوفان فکری، سینکتیک، جداول ریخت‌شناسی)، روش‌های کاوش در ساختار مسئله (به عنوان مثال: ماتریس تعاملی، نوآوری عملکردی، مرتب‌سازی اطلاعات)، روش‌های ارزیابی (به عنوان مثال: چک لیست‌ها، رتبه‌بندی و وزن‌دهی).
نایجل کراس هشت مرحله را در فرآیند طراحی محصول مهندسی بیان کرد که هر کدام دارای یک روش مرتبط هستند: شناسایی فرصت‌ها - سناریوهای کاربر. شفاف‌سازی اهداف - درخت اهداف؛ ایجاد توابع - تحلیل عملکرد. تنظیمات مورد نیاز - مشخصات عملکرد. تعیین ویژگی‌ها - استقرار عملکرد کیفیت. ایجاد جایگزین - جداول ریخت‌شناسی. ارزیابی گزینه‌های جایگزین - اهداف وزنی. بهبود جزئیات - مهندسی ارزش.
بسیاری از روش‌های طراحی که در حال حاضر مورد استفاده قرار می‌گیرند، از جنبش روش‌های طراحی در دهه‌های ۱۹۶۰ و ۱۹۷۰ میلادی سرچشمه می‌گیرند، که با شیوه‌های طراحی مدرن سازگار شده‌ است. پیشرفت‌های اخیر شاهد معرفی تکنیک‌های کیفی‌تر از جمله روش‌های قوم‌نگاری مانند کاوش‌های فرهنگی و روش‌های موقعیت‌یابی بوده‌ است.

## ظهور تحقیقات طراحی و مطالعات طراحی
جنبش روش‌های طراحی تأثیر عمیقی بر توسعۀ علاقۀ دانشگاهی به طراحی و طراحی و ظهور تحقیقات طراحی و مطالعات طراحی داشت. انجمن تحقیقات طراحی (دی‌آراس) که مستقیماً از کنفرانس روش‌های طراحی در سال ۱۹۶۲ میلادی برخاسته است، در سال ۱۹۶۶ میلادی در انگلستان تأسیس شد. هدف انجمن ترویج «مطالعه و تحقیق دربارۀ فرآیند طراحی در همۀ زمینه‌های متعدد آن» و یک گروه میان‌رشته‌ای با نمایندگی حرفه‌های بسیار است.
در ایالات متحدۀ آمریکا، گروه روش‌های طراحی (دی‌ام‌جی) مشابه نیز در سال ۱۹۶۶ میلادی توسط هورست ریتل و دیگران در دانشگاه کالیفرنیا، برکلی تأسیس شد. دی‌ام‌جی در سال ۱۹۶۸ میلادی کنفرانسی را در ام‌آی‌تی با تمرکز بر طراحی و برنامه‌ریزی محیطی برگزار کرد که منجر به تأسیس انجمن تحقیقات طراحی محیطی (ای‌دی‌آرای) شد که اولین کنفرانس خود را در سال ۱۹۶۹ میلادی برگزار کرد. گروهی علاقه‌مند به طراحی روش‌ها و تئوری در معماری و مهندسی در ام‌آی‌تی در اوایل دهۀ ۱۹۸۰ میلادی شکل گرفت، از جمله دونالد شون، که رویه‌های کاری معماران، مهندسان و دیگر متخصصان را مطالعه می‌کرد و نظریۀ خود را دربارۀ تمرین تأملی توسعه می‌داد. در سال ۱۹۸۴ میلادی بنیاد ملی علوم یک برنامه تئوری و روش‌شناسی طراحی برای ترویج روش‌ها و فرآیند تحقیق در طراحی مهندسی ایجاد کرد.
در همین حال، ولادیمیر هوبکا در اروپا، کارگاه طراحی-ساخت (دابلیودی‌کی) را تأسیس کرد که منجر به مجموعه‌ای از کنفرانس‌های بین‌المللی طراحی مهندسی (آی‌سی‌ای‌دی) شد که در سال ۱۹۸۱ میلادی آغاز و بعداً به انجمن طراحی تبدیل شد.
مجلات پژوهشی دانشگاهی در زمینۀ طراحی نیز شروع به انتشار کردند. دی‌آراس مطالعات طراحی را در سال ۱۹۷۹ میلادی آغاز کرد، مسائل طراحی در سال ۱۹۸۴ میلادی و تحقیق در طراحی مهندسی در سال ۱۹۸۹ میلادی ظاهر شد.

## تأثیر بر تمام اعمال طراحی حرفه‌ای
چندین پیشگام روش‌های طراحی کار خود را در ارتباط با صنعت توسعه دادند. مدرسۀ اولم مشارکت قابل توجهی با شرکت محصولات مصرفی آلمانی براون از طریق طراح خود دیتر رامس برقرار کرد. جی. کریستوفر جونز رویکرد خود به طراحی سیستماتیک را به عنوان یک ارگونومیست در شرکت مهندسی برق ای‌ای‌آی آغاز کرد. ال. بروس آرچر رویکرد سیستماتیک خود را در پروژه‌های تجهیزات پزشکی برای خدمات بهداشت ملی بریتانیا توسعه داد.
در ایالات متحدۀ آمریکا، طراح هنری دریفوس با توسعۀ فرآیندهای سیستماتیک و ترویج استفاده از آنتروپومتریک، ارگونومی و فاکتورهای انسانی در طراحی، از جمله از طریق کتاب «طراحی برای مردم» در سال ۱۹۵۵ میلادی، تأثیر عمیقی بر روی عمل طراحی صنعتی گذاشت. یکی دیگر از طراحان موفق، جی دابلین، نیز بر تئوری و عمل طراحی به عنوان یک فرآیند سیستماتیک تأثیرگذار بود.
بسیاری از شیوه‌های طراحی فعلی تحت تأثیر روش‌های طراحی قرار گرفته و هدایت شده‌اند. به عنوان مثال، مشاوران تأثیرگذار آیدیو از روش‌های طراحی به‌ طور گسترده در «کیت طراحی» و «کارت‌های متد» خود استفاده می‌کنند. به‌ طور فزآینده‌ای، تلاقی روش‌های طراحی با تجارت و دولت از طریق به‌کارگیری تفکر طراحی توسط مشاوران متعددی در حرفۀ طراحی حمایت شده‌ است. نفوذ گسترده‌ای نیز از طریق روش زبان الگوی کریستوفر الکساندر وارد شده‌ است، که در ابتدا برای طراحی معماری و شهری توسعه یافته‌ است، و سپس در طراحی نرم‌افزار، طراحی تعاملی، طراحی آموزشی و سایر حوزه‌ها نیز به کار گرفته شده‌ است.

## دیگر منابع (که در بالا ذکر نشده‌ است)
- «روش‌های طراحی»، کو، ای. جی. https://faculty.washington.edu/ajko/books/design-methods/index.html
- «مسافر جهانی: راهنمای سیستم‌های-نرم برای خلاقیت، حل-مسئله و فرآیند طراحی»، کوبرگ، دی. و جی. بگنال. (۱۹۷۲). لوس آلتوس، کالیفرنیا: کافمن. ویرایش دوم (۱۹۸۱): «همه مسافر جهانی جدید: راهنمای سیستم‌های-نرم برای خلاقیت، حل-مسئله و فرآیند دستیابی به اهداف».
- «چرخش معنایی؛ بنیادی جدید برای طراحی»، کریپندورف، ک. (۲۰۰۶). تیلور و فرانسیس، نشر سی‌آرسی، ایالات متحدۀ آمریکا. شابک: ۰۴۱۵۷۷۹۸۹۰–۹۷۸
- «آشکارسازی طراحی معماری: روش‌ها، چارچوب‌ها و ابزارها»، پلافرایت، پی. (۲۰۱۴). روتلج، انگلستان. شابک: ۰۴۱۵۶۳۹۰۲۶–۹۷۸
- «جهان طراحی: نظریه‌های طراحی و برنامه‌ریزی هورست رایتل»، پروتزن، جی-پی. و دی جی هریس. (۲۰۱۰). راتلج. شابک: ۰۴۱۵۷۷۹۸۹۸
- «طراحی کل: روشهای یکپارچه برای مهندسی محصول موفق»، پیو، اس. (۱۹۹۱). ادیسون-وسلی، بریتانیا.
- «طراحی محصول: مبانی و روشها»، روزنبرگ، ان و جی ایکلز. (۱۹۹۱). ویلی، انگلستان. شابک: ۰۴۷۱۹۴۳۵۱۷
- «طراحی و توسعه محصول»، اولریش، کی و اس. اپینگر. (۲۰۱۱). مک‌گراو هیل، ایالات متحده آمریکا. شابک: ۰۰۷۳۴۰۴۷۷۶–۹۷۸